# Ostoje Nietoperzy okolic Bukowca
Ostoje Nietoperzy okolic Bukowca (PLH120020) – projektowany specjalny obszar ochrony siedlisk, aktualnie obszar mający znaczenie dla Wspólnoty, położony na Pogórzu Rożnowskim. Obszar ten tworzą cztery enklawy o łącznej powierzchni 586,33 ha położone na terenie gmin województwa małopolskiego: Bobowa, Ciężkowice, Korzenna i Zakliczyn.
Obszar został utworzony w celu ochrony kolonii rozrodczych i zimowiska podkowca małego (Rhinolophus hipposideros) i nocka dużego (Myotis myotis) – gatunków nietoperzy z załącznika II dyrektywy siedliskowej. Występują tu także: kumak górski (Bombina variegata) i traszka karpacka (Lissotriton montandoni).
Kolonie rozrodcze tworzą następujące obiekty i ich otoczenie (obszary żerowania):
- strych kościoła w Bobowej
- strych kościoła w Bruśniku
- strych kościoła w Bukowcu
- strych kościoła w Paleśnicy

Zimowisko zlokalizowane jest w jaskini Diabla Dziura w Bukowcu.
Dodatkowo, w obszarze występują cztery typy siedlisk z załącznika I:
- jaskinia nieudostępniona do zwiedzania
- kwaśna buczyna górska (Luzulo luzuloidis-Fagetum)
- żyzna buczyna karpacka (Dentario glandulosae-Fagetum)
- grąd (Tilio-Carpinetum)

Na terenie ostoi znajduje się rezerwat przyrody Diable Skały.